# Benjamin (Bible)
Pour les articles homonymes, voir Benjamin.
Benjamin est le treizième et dernier enfant de Jacob et le deuxième et dernier fils de son épouse Rachel.
Ce nom est à l'origine du nom commun benjamin, qui désigne le dernier enfant d'une fratrie.
La tribu de Benjamin est l'une des douze tribus d'Israël, issue de ce fils de Jacob. Elle formera, avec la tribu de Juda, le royaume de Juda.

## Récit biblique

### Benjamin et sa naissance

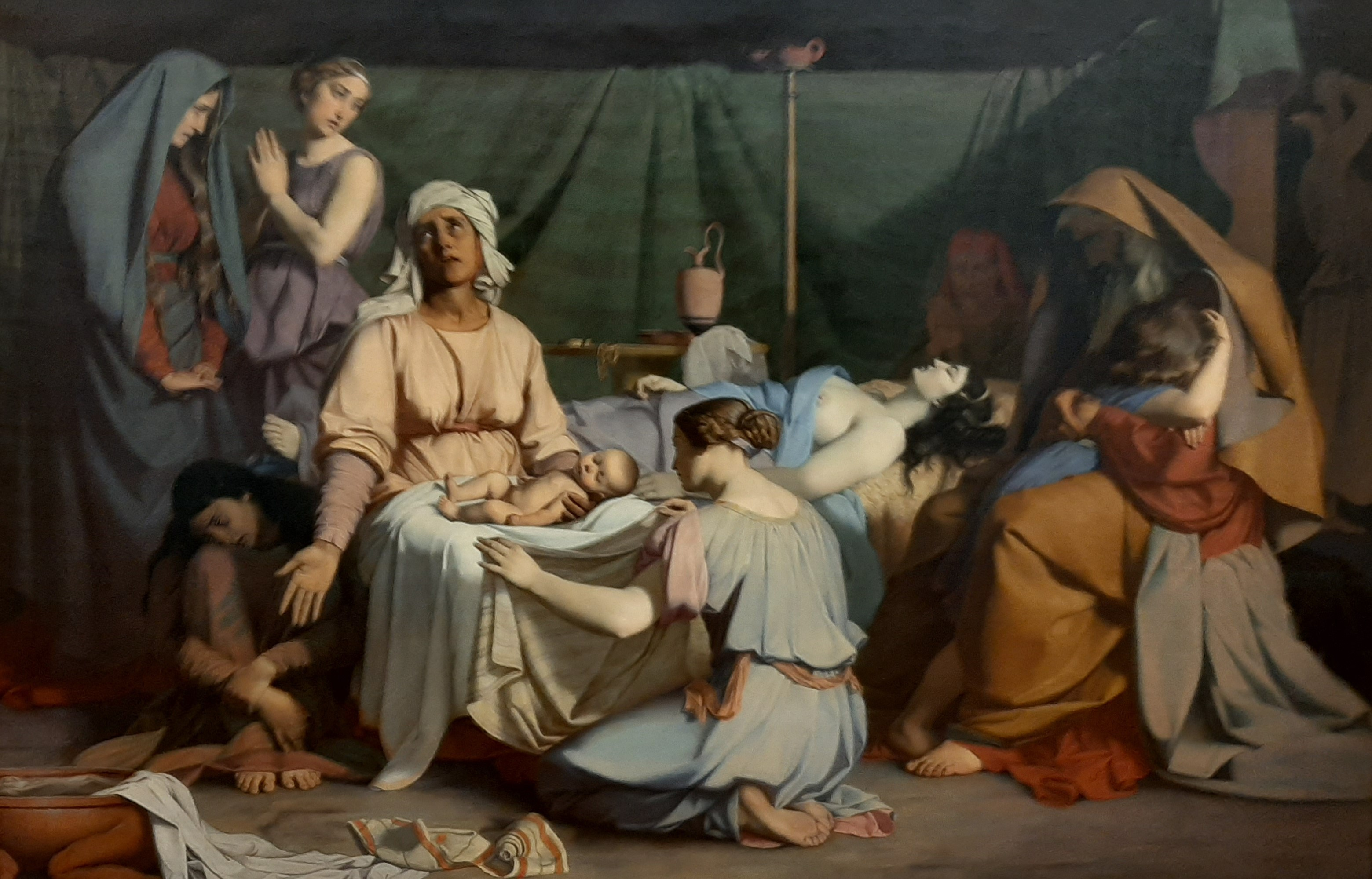
Tableau de Jacques Pilliard Naissance de Benjamin et mort de Rachel, Musée de Grenoble

Rachel reste infertile pendant 12 ans après la naissance de Joseph puis elle conçoit Benjamin.
D’origine hébreu : Benjamin ce qui se traduit comme fils de la droite (côté favorable) ou encore fils des vieux jours étant donné la souffrance endurée par la mère lors de son accouchement. Jacob nommera finalement son dernier fils Benjamin, fils de mes vieux jours[réf. souhaitée], dans le verset suivant avant que Rachel ne décède des suites de cette naissance.
Genèse 35, 16. « Ils partirent de Béthel. Il restait un bout de chemin pour arriver à Éphrata quand Rachel accoucha. Ses couches furent pénibles. 17. et, comme elle accouchait difficilement, la sage-femme lui dit : « Rassure-toi, c’est encore un fils que tu as ! » 18. Au moment de rendre l’âme, car elle se mourait, elle le nomma Ben-Oni, mais son père l’appela Benjamin. 19. Rachel mourut et fut enterrée sur le chemin d’Éphrata - C’est Bethléem. 20. Jacob dressa une stèle sur son tombeau ; c’est la stèle du tombeau de Rachel, qui existe encore aujourd’hui. »
Genèse 48,7 « Lorsque je revenais de Paddân, ta mère Rachel est morte, pour mon malheur, au pays de Canaan, en route, encore un bout de chemin avant d’arriver à Éphrata, et je l’ai enterrée là, sur le chemin d’Éphrata - c’est Bethléem ».

### Benjamin en Égypte
Le récit biblique ne dit rien de la vie de Benjamin entre le moment de sa naissance et celui où son frère Joseph est vendu comme esclave en Égypte. Lors de la famine qui frappe la région, son père Jacob garde Benjamin à ses côtés alors qu’il envoie tous ses fils en Égypte.
Joseph, devenu vice-roi d’Égypte, obligera ses demi-frères à revenir avec Benjamin (le seul autre fils de sa mère), avant de leur révéler son identité. Lorsque les frères mangèrent à la maison de Joseph, il fit apporter des mets et Benjamin en eut cinq fois plus que les autres.
Dans la bénédiction de Jacob mourant à ses fils, Benjamin est associé au loup.

### Enfants de Benjamin
Béla, Béker, Ashbel, Guéra, Naamân, Éhi, Rosh, Mouppim, Houppim et  Ard sont les dix fils de Benjamin qui partent avec leur père et leur grand-père Jacob pour s'installer en Égypte au pays de Goshen dans le delta du Nil.

### Benjamin et son descendant le juge Ehud
Benjamin a pour descendant le juge Ehud, fils de Guéra, un homme qui était gaucher.

### Benjamin et son descendant le roi Saül
Benjamin a pour descendant le roi Saül, fils de Qish II, (petit-)fils d'Abiël, fils de Tseror, fils de Bekorah, fils d'Aphiah et Saül, fils de Qish II, fils de Ner,, frère de Qish I,.

### Benjamin et sa descendante la reine Esther
Une descendante de Benjamin est la reine Esther, l'héroïne du Livre d'Esther.
Esther est la fille d'Abigaïl, oncle de Mardochée.
Mardochée est un benjaminite, fils de Jaïr, fils de Séméï, fils de Cis.